# Bergerac Périgord Pourpre Handball
Maillots
Le Bergerac Périgord Pourpre Handball (B2P HB) est un club de handball français situé à Bergerac (Dordogne), fruit de la fusion entre le Bergerac Handball et le Handball des 3 Vallées. 
Le club est surtout connu pour sa section seniors féminine qui évolue en D2F pour la saison 2024-2025. Elle fut 2 fois championne de Nationale 1 Féminine et 1 fois championne de Nationale 2 Féminine.
Quant à la section seniors masculine elle évolue en championnat départemental en entente avec le club de La Force Handball. La sections jeune -17 ans Filles évolue depuis 2018 en Championnat de France U17. La section jeune -17 ans Garçons évolue depuis 2017 en Championnat de Nouvelle Aquitaine U17.

## Palmarès

Ancien logo.

- 1998 : Champion de France de Nationale 2[2]
- 2000 : Champion de France de Nationale 1
- 2024 : Champion de France de Nationale 1

## Historique
L'historique du parcours du club depuis 1998 est :
- 1998 : Championne de N2[2] (montée en N1)
- 1999 : N1
- 2000 : Championne de N1 (montée en D2)
- 2001 : 10e de D2 (relégué)
- 2002 : N1
- 2003 à 2008 : division et classement inconnu
- 2009 : N2
- 2010 : N2 (montée en N1)
- 2011 : N1
- 2012 : N1
- 2013 : N1
- 2014 : N1
- 2015 : N1
- 2016 : N1
- 2017 : N1
- 2018 : 2e de N1, Poule 1 (montée en D2)
- 2019 : 16e de D2 (relégué en N1)
- 2020 : 9e de N1, Poule 1
- 2021 : 2e de N1, Poule 2
- 2022 : 9e de N1, Poule 1
- 2023 : 5e de N1, Poule 1
- 2024 : Championne de N1 (montée en D2)
- 2025 : en cours